# Facultad de Derecho (Universidad de Navarra)
La Facultad de Derecho es la más antigua de la Universidad de Navarra y tiene su sede central en el campus universitario de Pamplona. También dispone de una sede permanente en Madrid, donde se desarrollan la mayoría de los programas de posgrado de la Facultad, como el Máster de Acceso a la Abogacía o los Máster en Derecho de Empresa o Asesoría Fiscal.
Fundada en el año 1952, por sus aulas han pasado más de 14.000 alumnos, y en ellas se han defendido más de 400 tesis doctorales. Con el paso del tiempo, a la Licenciatura o Grado en Derecho se han sumado estudios de posgrado, dobles grados, diplomas de especialización, así como un Grado en Relaciones Internacionales.
Además de la creación de vínculos con universidades de otros países a través de acuerdos de intercambio de profesores y alumnos, @derecho_unav ha cultivado una íntima relación con el sector profesional. En la actualidad, el Servicio de Carreras Profesionales de la Facultad de Derecho tiene relación con más de 100 firmas legales de primer nivel, tanto nacionales como internacionales. 

## Historia
La Facultad de Derecho de la Universidad de Navarra se creó en el año 1952. Las enseñanzas inicialmente se impartieron en la Cámara de Comptos de Navarra y en las dependencias del actual Museo de Navarra, sitas en el centro de Pamplona. Posteriormente, el edificio Central de la Universidad de Navarra albergó las actividades de la Facultad en el periodo 1963-1992, fecha en la que se construyó el aulario de Derecho. Años más tarde, ya en 2012, se inauguró el edificio Amigos, adaptado al Plan Bolonia y tecnológicamente equipado con los equipos docentes más avanzados.
Durante sus primeros años, la Facultad de Derecho contó con los profesores Ismael Sánchez Bella, José Luis Murga, Jerónimo Martel, Rafael Aizpún Tuero, Ángel López Amo y Ángel García Dorronsoro. Al claustro académico se unirían pocos años después los profesores Álvaro d'Ors, Amadeo de Fuenmayor, Francisco Sancho Rebullida y Jorge Carreras.
En 1957 se empezaron a crear diferentes áreas de investigación. También se publicaron manuales y monografías y se comenzó a gestar la Biblioteca de la Universidad de Navarra, que no ha dejado de crecer a lo largo de los años y que hoy alberga casi un millón y medio de libros.
En 1962, el Estado reconoció a efectos civiles la oficialidad de los estudios realizados en la Universidad de Navarra, equiparándolos plenamente a los de los centros públicos estatales.

## Titulaciones
El centro decano de la UNAV ofrece estudios oficiales de Grado y Posgrado: 
En Grado fue pionero al crear programas complementarios al Grado en Derecho [Diploma en Derecho Económico] y en ofrecer programas de corte jurídico internacional [Angloamerican Law Program, International Business Law Program, Global Law Program].
Del mismo modo, la Facultad de Derecho ofrece los dobles grados en Derecho y Administración de Empresas (Castellano / Bilingüe), Derecho y Economía (Bilingüe), Derecho, Filosofía & Gestión Pública y Relaciones Internacionales y Derecho (Bilingüe).
Además, en las aulas de @derecho_unav se imparte el Grado en Relaciones Internacionales, titulación bilingüe que provee a los alumnos de sólidos conocimientos teóricos y de capacidades prácticas propias de una disciplina que profundiza, sobre todo, en Derecho Internacional, Economía Internacional y Política. Además, cuestiones como la Historia, la Sociología, la Geografía y la Antropología están presentes de continuo durante la carrera.
En Posgrado, la Facultad de Derecho de la Universidad de Navarra reparte su docencia entre los campus de Madrid y Pamplona. En Madrid ofrece el Máster en Derecho de Empresa, el Máster en Asesoría Fiscal, el Máster de Acceso a la Abogacía y el Doble Máster en Acceso a la Abogacía & Derecho de Empresa o Asesoría Fiscal. En Pamplona, por su parte, se imparte el Máster en Derechos Humanos.

### Grado
- Grado en Derecho | 4 años.
- Grado en Derecho & Diploma en Derecho Económico (DECO) | 4 años.
- Grado en Derecho & Angloamerican Law Program (AALP) | 4 años.
- Grado en Derecho & International Business Law Program (IBLP) | 4 años.
- Grado en Derecho & Global Law Program (GLP) | 4 años.
- Grado en Relaciones Internacionales (Bilingüe) | 4 años.

### Dobles Grados
- Doble Grado en Derecho y Administración y Dirección de Empresas | 6 años.
- Doble Grado en Derecho y Administración y Dirección de Empresas Bilingüe | 6 años.
- Doble Grado en Derecho y Economía Bilingüe | 6 años.
- Doble Grado en Derecho, Filosofía & Gestión Pública | 6 años.
- Doble Grado en Relaciones Internacionales y Derecho | 6 años.
- Doble Grado en Relaciones Internacionales e Historia | 6 años.

### Titulaciones propias de Grado
- Diploma en Derecho Económico (DECO).
- The Angloamerican Law Program (AALP).
- The International Business Law Program (IBLP).
- The Global Law Program (GLP).

### Posgrado
La oferta académica de Posgrado de @derecho_unav se imparte en los campus de Madrid y Pamplona. La Universidad de Navarra fue pionera en ofrecer el Doble Máster de Acceso a la Abogacía.
- Máster en Derecho de Empresa Archivado el 12 de agosto de 2016 en Wayback Machine. | Campus Madrid.
- Máster en Asesoría Fiscal Archivado el 24 de julio de 2016 en Wayback Machine. | Campus Madrid.
- Máster en Acceso a la Abogacía Archivado el 3 de agosto de 2016 en Wayback Machine. | Campus Madrid.
- Doble Máster de Acceso a la Abogacía y Derecho de Empresa o Asesoría Fiscal Archivado el 12 de agosto de 2016 en Wayback Machine. | Campus Madrid.
- Máster en Derechos Humanos Archivado el 12 de agosto de 2016 en Wayback Machine. | Campus Pamplona.

## Otra información

### LSAT
La Universidad de Navarra es actualmente la única institución española que ha sido seleccionada como sede para realizar este examen. Desde 2009, el U.S. Law School Admission Test se realiza una vez al año en el campus de la universidad. El LSAT es un requisito esencial para ser admitido en una Facultad de Derecho de Estados Unidos, Canadá, la Universidad de Melbourne (Australia) y un número cada vez mayor de países.

### Servicio de Carreras profesionales
La Facultad cuenta con un servicio de Carreras profesionales cuyo objetivo es facilitar el contacto entre reclutadores y alumnos. El servicio orienta, forma y genera oportunidades profesionales a los alumnos. Mediante los procesos on-campus en la Facultad, se distribuyen los CV de cada promoción entre las más importantes firmas, se organizan Workshops, desayunos de trabajo y se obtiene acceso a la página personal de empleo.

### Honors Program
El Honors Program de la Facultad de Derecho ofrece a los alumnos de alto rendimiento académico la posibilidad de vivir una experiencia formativa única que complementa sus estudios de grado en Derecho. Los alumnos inscritos en este programa conocen de primera mano la práctica de la abogacía en despachos nacionales e internacionales, experimentan la dimensión global del Derecho a través de estancias en universidades de Estados Unidos o la participación en el International Moot Courts, y participan en la vida intelectual de la Facultad a través de su incorporación como alumnos internos a los departamentos. La Facultad de Derecho fue pionera al crear un programa de estas características.

### Rankings
- Por segundo año consecutivo, el ranking QS por materias (2017 y 2018) sitúa a la Facultad de Derecho de la Universidad de Navarra entre las 100 mejores facultades de Derecho del mundo. En este estudio la posicionan como la única facultad de Derecho privada de España en el Top 100 internacional.
- Los Diplomas de la Facultad de Derecho también han sido altamente valorados a nivel nacional.
- El Máster en Derecho de Empresa ha sido considerado primero en España y el máster en Asesoría Fiscal, cuarto.
- La Universidad de Navarra se sitúa como número 1 de España y 38 del mundo en empleabilidad, según el Ranking internacional QS 2018.

### Miembros Alumni Relevantes
- Arancha González Laya (Ministra de Asuntos Exteriores y de Cooperación de España)
- Pedro Morenés y Álvarez de Eulate (Exministro de Defensa y Embajador de España a los Estados Unidos)
- Emilio Cuatrecasas (Senior Partner Cuatrecasas)
- Sebastián Albella (Presidente de la Comisión Nacional del Mercado de Valores)
- Javier Sánchez Lamelas (Exvicepresidente de Marketing para América Latina, Coca Cola Co.)
- Jesús Cardenal (Exfiscal general del Estado)
- Eduardo Arbizu (Director de los Servicios Jurídicos, Asesoría Fiscal, Auditoría y Cumplimiento de BBVA)